# Enhydris
Enhydris är ett släkte av ormar som ingår i familjen Homalopsidae. Flera arter som tidigare ingick i Enhydris flyttades till andra släkten.
Släktets medlemmar är med en längd upp till 75 cm små ormar. De förekommer från Indien och Kina över Sydostasien till Nya Guinea och Australien. Arterna äter fiskar, groddjur och grodyngel. Dessa ormar har släta fjäll och ögon som sitter högt uppe på huvudet. Honor föder levande ungar (ovovivipari).
Arter enligt The Reptile Database:
- Enhydris chanardi
- Enhydris enhydris
- Enhydris innominata
- Enhydris jagorii
- Enhydris longicauda
- Enhydris subtaeniata